# رايموند جاي لونش
رايموند جاي لونش (بالإنجليزية: Raymond J. Lynch)‏ هو محامي وقاضي أمريكي، ولد في 4 ديسمبر 1909 في كلينتون في الولايات المتحدة، وتوفي في 8 يونيو 2007 في بيثيسدا في الولايات المتحدة.